# Yunclillos
Yunclillos è un comune spagnolo di 878 abitanti situato nella comunità autonoma di Castiglia-La Mancia.